# جفری ریچاردز
جفری ریچاردز (انگلیسی: Jeffrey Richards؛ زادهٔ ۱ ژانویهٔ ۱۹۴۵) مورخ، نویسنده، و استاد دانشگاه در زمینه تاریخ فرهنگی اهل بریتانیا است.